# Renzo Danesi
Renzo Danesi detto Er Cabbajo (Roma, 2 settembre 1955) è un mafioso italiano, ex esponente dell'organizzazione mafiosa romana Banda della Magliana.

## Biografia

### La Banda della Magliana
Originario del Trullo e frequentatore dei vari rapinatori orbitanti nelle zone della Magliana e del Portuense, sin dall'inizio, entra a far parte nel sodalizio criminale denominato Banda della Magliana, introdotto dall'amico Maurizio Abbatino.
(Interrogatorio di Maurizio Abbatino del 14 marzo 1993)
Il 7 novembre del 1977, partecipò al sequestro del duca Grazioli, considerato l'atto di nascita della Banda e che frutterà alla stessa circa un miliardo di lire, pagate come riscatto dalla famiglia del nobile romano. Nella suddivisione del territorio per lo smercio della droga, gli venne affidato il controllo della sua zona natale, quella del Trullo.
Qualche mese più tardi Danesi sarà testimone, insieme anche a Maurizio Abbatino, dell’incontro tra Franco Giuseppucci e il politico Flaminio Piccoli, mandato da Raffaele Cutolo per farsi aiutare dalla Banda a trovare il covo di Aldo Moro. 
Nel febbraio del 1979 una retata notturna portò in carcere, con l’accusa di sequestro di persona e riciclaggio, 29 persone tra cui Abbatino, Giuseppucci, Toscano, Mastropietro, Danesi e D’Ortenzi, ma tutti nel giro di poco vennero rimessi in libertà.
Solo con il pentimento di Abbatino si arriverà a una svolta per l’omicidio Grazioli con il processo del 1995.
Nell’agosto 1982, durante una rappresaglia condotta dalla Banda ai danni di Giovanni Piarulli nella sua casa all’Idroscalo di Ostia, Danesi fu ferito a un ginocchio da un proiettile rimbalzato su un mobile; si erano presentati in sei a vendicare Marcello Colafigli che pochi giorni prima era stato picchiato da Piarulli. Nel 1990 Danesi verrà incastrato da una perizia medico-legale che scovò nel suo ginocchio i resti del proiettile.
Nei processi che seguirono alle dichiarazioni del pentito Maurizio Abbatino, il 29 luglio del 1995, venne condannato a 20 anni di reclusione per il sequestro del duca Grazioli, a cui poi si aggiunsero i 25 anni di condanna nel maxiprocesso contro la Banda, comminati dalla prima corte d'assise d'appello, con sentenza del 27 febbraio del 1998
Scontata la detenzione in regime di semilibertà nel carcere di Velletri (RM), (finita di scontare nel 2015), attualmente vive nel quartiere del Trullo.

### La carriera di attore
Da qualche anno ha intrapreso una carriera da attore teatrale riscoprendo una passione per la recitazione che, già all'età di 13 anni, lo ha visto debuttare nello spettacolo La Zattera della Medusa, presentato al Festival dei Due Mondi di Spoleto. Durante la lunga detenzione nella casa circondariale di Rebibbia è entrato a far parte della compagnia Teatro Stabile Assai, composta da detenuti-attori del carcere e con cui si è esibito nei maggiori teatri italiani.
(Intervista a Renzo Danesi)